# Liste des monuments historiques de l'Yonne (A-M)
Pour les articles homonymes, voir Liste des monuments historiques de l'Yonne.
Cet article recense une partie des monuments historiques de l'Yonne, en France.

## Liste
| Monument                                                    | Commune                     | Adresse                                        | Coordonnées                                    | Notice                                         | Protection                                     | Date                                           | Illustration                                                |
| ----------------------------------------------------------- | --------------------------- | ---------------------------------------------- | ---------------------------------------------- | ---------------------------------------------- | ---------------------------------------------- | ---------------------------------------------- | ----------------------------------------------------------- |
| Chapelle-ermitage Sainte-Anne                               | Aillant-sur-Tholon          |                                                | 47° 52′ 15″ nord, 3° 20′ 16″ est               | « PA00113566 »                                 | Inscrit                                        | 1978                                           | Chapelle-ermitage Sainte-Anne                               |
| Église d'Aillant-sur-Tholon                                 | Aillant-sur-Tholon          |                                                | 47° 52′ 27″ nord, 3° 21′ 01″ est               | « PA00113567 »                                 | Inscrit                                        | 1982                                           | Église d'Aillant-sur-Tholon                                 |
| Pierre-Fitte                                                | Aillant-sur-Tholon          | Les Grands-Ourions                             | 47° 51′ 44″ nord, 3° 18′ 49″ est               | « PA00113568 »                                 | Classé                                         | 1913                                           | Pierre-Fitte                                                |
| Chapelle funéraire de la famille Le Cosquinot               | Ancy-le-Franc               |                                                | 47° 46′ 38″ nord, 4° 09′ 54″ est               | « PA00113569 »                                 | Inscrit                                        | 1925                                           | Chapelle funéraire de la famille Le Cosquinot               |
| Château d'Ancy-le-Franc                                     | Ancy-le-Franc               |                                                | 47° 46′ 27″ nord, 4° 09′ 42″ est               | « PA00113570 »                                 | Classé                                         | 1983 2003                                      | Château d'Ancy-le-Franc                                     |
| Église Saint-Maixent d'Ancy-le-Libre                        | Ancy-le-Libre               |                                                | 47° 48′ 05″ nord, 4° 07′ 10″ est               | « PA00132546 »                                 | Inscrit                                        | 1994                                           | Église Saint-Maixent d'Ancy-le-Libre                        |
| Grange de Pancy                                             | Angely                      |                                                | 47° 34′ 17″ nord, 4° 00′ 58″ est               | « PA00113972 »                                 | Inscrit                                        | 1991                                           | Grange de Pancy                                             |
| Château de Moutot                                           | Annay-sur-Serein            |                                                | 47° 43′ 04″ nord, 3° 58′ 10″ est               | « PA89000045 »                                 | Inscrit                                        | 2011                                           | Image manquante Téléverser                                  |
| Château d'Annéot                                            | Annéot                      |                                                | 47° 31′ 09″ nord, 3° 52′ 58″ est               | « PA00113571 »                                 | Inscrit                                        | 1983                                           | Château d'Annéot                                            |
| Église Saint-Gengoult d'Annéot                              | Annéot                      |                                                | 47° 31′ 15″ nord, 3° 52′ 51″ est               | « PA00113572 »                                 | Classé                                         | 1911                                           | Église Saint-Gengoult d'Annéot                              |
| Église Saint-Pierre-et-Saint-Paul d'Appoigny                | Appoigny                    |                                                | 47° 52′ 39″ nord, 3° 31′ 34″ est               | « PA00113573 »                                 | Classé                                         | 1875                                           | Église Saint-Pierre-et-Saint-Paul d'Appoigny                |
| Chapelle du Beugnon                                         | Arcy-sur-Cure               |                                                | 47° 37′ 19″ nord, 3° 47′ 07″ est               | « PA00113574 »                                 | Inscrit                                        | 1976                                           | Image manquante Téléverser                                  |
| Grottes préhistoriques d'Arcy-sur-Cure                      | Arcy-sur-Cure               |                                                | 47° 36′ 28″ nord, 3° 45′ 25″ est               | « PA00113981 »                                 | Classé                                         | 6 avril 2018                                   | Grottes préhistoriques d'Arcy-sur-Cure                      |
| Manoir du Chastenay                                         | Arcy-sur-Cure               |                                                | 47° 35′ 50″ nord, 3° 45′ 34″ est               | « PA00113575 »                                 | Classé Inscrit                                 | 1971                                           | Image manquante Téléverser                                  |
| Église d'Argenteuil-sur-Armançon                            | Argenteuil-sur-Armançon     |                                                | 47° 45′ 24″ nord, 4° 06′ 33″ est               | « PA00113576 »                                 | Classé                                         | 1911                                           | Église d'Argenteuil-sur-Armançon                            |
| Lavoir d'Argenteuil-sur-Armançon                            | Argenteuil-sur-Armançon     |                                                | 47° 45′ 31″ nord, 4° 06′ 27″ est               | « PA89000004 »                                 | Inscrit                                        | 1997                                           | Lavoir d'Argenteuil-sur-Armançon                            |
| Église d'Arthonnay                                          | Arthonnay                   |                                                | 47° 56′ 03″ nord, 4° 13′ 42″ est               | « PA00113577 »                                 | Inscrit Classé                                 | 1926 1932                                      | Église d'Arthonnay                                          |
| Mairie-lavoir et éolienne d'Arthonnay                       | Arthonnay                   |                                                | 47° 55′ 59″ nord, 4° 13′ 47″ est               | « PA89000034 »                                 | Inscrit                                        | 2003                                           | Mairie-lavoir et éolienne d'Arthonnay                       |
| Église Saint-Jacques-le-Majeur d'Asquins                    | Asquins                     |                                                | 47° 28′ 58″ nord, 3° 45′ 15″ est               | « PA00113578 »                                 | Classé                                         | 2024                                           | Église Saint-Jacques-le-Majeur d'Asquins                    |
|                                                             | Auxerre                     | Voir liste des monuments historiques d'Auxerre | Voir liste des monuments historiques d'Auxerre | Voir liste des monuments historiques d'Auxerre | Voir liste des monuments historiques d'Auxerre | Voir liste des monuments historiques d'Auxerre | Voir liste des monuments historiques d'Auxerre              |
| Chapelle Saint-Pierre d'Avallon                             | Avallon                     |                                                | 47° 29′ 10″ nord, 3° 54′ 27″ est               | « PA00113608 »                                 | Inscrit                                        | 1925                                           | Chapelle Saint-Pierre d'Avallon                             |
| Église Saint-Lazare d'Avallon                               | Avallon                     |                                                | 47° 29′ 10″ nord, 3° 54′ 27″ est               | « PA00113609 »                                 | Classé                                         | 1840                                           | Église Saint-Lazare d'Avallon                               |
| Église Saint-Martin-du-Bourg d'Avallon                      | Avallon                     | Impasse Saint-Martin                           | 47° 29′ 27″ nord, 3° 54′ 47″ est               | « PA00113610 »                                 | Classé                                         | 1989                                           | Église Saint-Martin-du-Bourg d'Avallon                      |
| Hôtel Condé                                                 | Avallon                     | 6 rue Belgrand                                 | 47° 29′ 17″ nord, 3° 54′ 31″ est               | « PA00113969 »                                 | Inscrit                                        | 1990                                           | Hôtel Condé                                                 |
| Maison de la rue Bocquillot (office de tourisme)            | Avallon                     | 6 rue Bocquillot                               | 47° 29′ 11″ nord, 3° 54′ 25″ est               | « PA00113611 »                                 | Inscrit                                        | 1927                                           | Maison de la rue Bocquillot (office de tourisme)            |
| Maison des Sires de Domecy (maison à tourelles)             | Avallon                     | Rue Saint-Lazare                               | 47° 29′ 11″ nord, 3° 54′ 26″ est               | « PA00113612 »                                 | Inscrit                                        | 1925                                           | Maison des Sires de Domecy (maison à tourelles)             |
| Monument aux morts                                          | Avallon                     | Promenade des Capucins                         | 47° 29′ 25″ nord, 3° 54′ 35″ est               | « PA89000063 »                                 | Inscrit                                        | 2016                                           | Monument aux morts                                          |
| Remparts d'Avallon                                          | Avallon                     |                                                | 47° 29′ 05″ nord, 3° 54′ 26″ est               | « PA00113613 »                                 | Inscrit                                        | 1926                                           | Remparts d'Avallon                                          |
| Tour de l'Horloge                                           | Avallon                     |                                                | 47° 29′ 12″ nord, 3° 54′ 25″ est               | « PA00113614 »                                 | Classé                                         | 1930                                           | Tour de l'Horloge                                           |
| Église de Bazarnes                                          | Bazarnes                    |                                                | 47° 39′ 36″ nord, 3° 39′ 53″ est               | « PA00113615 »                                 | Inscrit                                        | 1926                                           | Église de Bazarnes                                          |
| Maison                                                      | Bazarnes                    |                                                | 47° 39′ 36″ nord, 3° 39′ 50″ est               | « PA00113616 »                                 | Inscrit                                        | 1927                                           | Image manquante Téléverser                                  |
| Manoir de Grésigny                                          | Beauvilliers                |                                                | 47° 24′ 43″ nord, 4° 02′ 45″ est               | « PA00113617 »                                 | Inscrit                                        | 1976                                           | Image manquante Téléverser                                  |
| Église Notre-Dame de Beine                                  | Beine                       |                                                | 47° 49′ 07″ nord, 3° 43′ 14″ est               | « PA00113618 »                                 | Inscrit                                        | 1984                                           | Image manquante Téléverser                                  |
| Église de Bernouil                                          | Bernouil                    |                                                | 47° 53′ 57″ nord, 3° 53′ 32″ est               | « PA00113619 »                                 | Classé                                         | 1979                                           | Église de Bernouil                                          |
| Château de Béru                                             | Béru                        |                                                | 47° 48′ 04″ nord, 3° 53′ 16″ est               | « PA89000026 »                                 | Inscrit                                        | 2001                                           | Château de Béru                                             |
| Château d'Anstrude                                          | Bierry-les-Belles-Fontaines |                                                | 47° 35′ 45″ nord, 4° 11′ 00″ est               | « PA00113620 »                                 | Inscrit                                        | 1946                                           | Château d'Anstrude                                          |
| Lavoir de Bierry-les-Belles-Fontaines                       | Bierry-les-Belles-Fontaines |                                                | 47° 35′ 47″ nord, 4° 10′ 56″ est               | « PA00113621 »                                 | Inscrit                                        | 1971                                           | Image manquante Téléverser                                  |
| Puits public et croix en pierre                             | Bierry-les-Belles-Fontaines |                                                | 47° 35′ 53″ nord, 4° 11′ 15″ est               | « PA00113622 »                                 | Inscrit                                        | 1971                                           | Image manquante Téléverser                                  |
| Dolmen de Bleigny-le-Carreau                                | Bleigny-le-Carreau          | Thureau-de-Saint-Denis                         | 47° 50′ 13″ nord, 3° 39′ 34″ est               | « PA00113623 »                                 | Classé                                         | 1889                                           | Image manquante Téléverser                                  |
| Château de Bléneau                                          | Bléneau                     |                                                | 47° 41′ 52″ nord, 2° 57′ 03″ est               | « PA00132837 »                                 | Inscrit                                        | 1994                                           | Image manquante Téléverser                                  |
| Église Saint-Loup-de-Troyes de Bléneau                      | Bléneau                     |                                                | 47° 41′ 56″ nord, 2° 56′ 55″ est               | « PA00113624 »                                 | Inscrit                                        | 1939                                           | Église Saint-Loup-de-Troyes de Bléneau                      |
| Fontaine Chataigner                                         | Bléneau                     | Place Chataigner                               | 47° 41′ 57″ nord, 2° 56′ 55″ est               | « PA00113625 »                                 | Inscrit                                        | 1984                                           | Fontaine Chataigner                                         |
| Église Saint-Martin de Branches                             | Branches                    |                                                | 47° 53′ 06″ nord, 3° 28′ 56″ est               | « PA89000027 »                                 | Inscrit                                        | 2001                                           | Église Saint-Martin de Branches                             |
| Église de la Nativité de la Vierge de Brannay               | Brannay                     |                                                | 48° 13′ 52″ nord, 3° 07′ 03″ est               | « PA00135243 »                                 | Inscrit                                        | 1995                                           | Église de la Nativité de la Vierge de Brannay               |
| Église Saint-Loup de Brienon-sur-Armançon                   | Brienon-sur-Armançon        |                                                | 47° 59′ 31″ nord, 3° 37′ 03″ est               | « PA00113626 »                                 | Classé                                         | 1907                                           | Église Saint-Loup de Brienon-sur-Armançon                   |
| Lavoir de Brienon-sur-Armançon                              | Brienon-sur-Armançon        | Boulevard Maréchal-de-Lattre-de-Tassigny       | 47° 59′ 33″ nord, 3° 37′ 07″ est               | « PA00113627 »                                 | Classé                                         | 1982                                           | Lavoir de Brienon-sur-Armançon                              |
| Château de la Cour de Fontenille                            | Brosses                     |                                                | 47° 30′ 50″ nord, 3° 41′ 11″ est               | « PA89000054 »                                 | Inscrit                                        | 2013                                           | Image manquante Téléverser                                  |
| Châtelet de Villarnoux                                      | Bussières                   |                                                | 47° 25′ 53″ nord, 4° 02′ 07″ est               | « PA00113628 »                                 | Inscrit                                        | 1967                                           | Châtelet de Villarnoux                                      |
| Église Saint-Médard de Bussy-en-Othe                        | Bussy-en-Othe               |                                                | 48° 01′ 11″ nord, 3° 30′ 46″ est               | « PA00113629 »                                 | Classé                                         | 1922                                           | Église Saint-Médard de Bussy-en-Othe                        |
| Église Saint-Loup de Cézy                                   | Cézy                        |                                                | 47° 59′ 35″ nord, 3° 20′ 27″ est               | « PA00113979 »                                 | Inscrit                                        | 1992                                           | Église Saint-Loup de Cézy                                   |
| Porte d'enceinte de Cézy                                    | Cézy                        |                                                | 47° 59′ 35″ nord, 3° 20′ 24″ est               | « PA00113630 »                                 | Inscrit                                        | 1926                                           | Porte d'enceinte de Cézy                                    |
| Église Saint-Martin de Chablis                              | Chablis                     |                                                | 47° 48′ 58″ nord, 3° 48′ 00″ est               | « PA00113631 »                                 | Classé                                         | 1862                                           | Église Saint-Martin de Chablis                              |
| Église Saint-Pierre de Chablis                              | Chablis                     |                                                | 47° 48′ 31″ nord, 3° 48′ 00″ est               | « PA00113632 »                                 | Classé                                         | 1924                                           | Église Saint-Pierre de Chablis                              |
| Hospice de Chablis                                          | Chablis                     |                                                | 47° 48′ 44″ nord, 3° 48′ 02″ est               | « PA00113633 »                                 | Inscrit                                        | 1927                                           | Hospice de Chablis                                          |
| Synagogue de Chablis                                        | Chablis                     | 10, 12, 14 rue des Juifs                       | 47° 48′ 51″ nord, 3° 48′ 04″ est               | « PA00125336 »                                 | Inscrit                                        | 1993                                           | Synagogue de Chablis                                        |
| Maison de l'Obédiencerie                                    | Chablis                     | 2 rue de l'Église                              | 47° 48′ 58″ nord, 3° 48′ 01″ est               | « PA00113634 »                                 | Inscrit                                        | 1959                                           | Maison de l'Obédiencerie                                    |
| Prieuré Saint-Cosme de Chablis                              | Chablis                     | 5 rue de Jeanne-d'Arc                          | 47° 48′ 35″ nord, 3° 48′ 03″ est               | « PA89000031 »                                 | Inscrit                                        | 2002                                           | Prieuré Saint-Cosme de Chablis                              |
| Château de Châtres                                          | Champcevrais                |                                                | 47° 46′ 44″ nord, 2° 59′ 33″ est               | « PA00113635 »                                 | Inscrit                                        | 1985                                           | Image manquante Téléverser                                  |
| Église Saint-Roch de Louesme                                | Champignelles               | Louesme                                        | 47° 45′ 58″ nord, 3° 08′ 21″ est               | « PA00113982 »                                 | Inscrit                                        | 1992                                           | Église Saint-Roch de Louesme                                |
| Manoir du Parc-Vieil                                        | Champignelles               |                                                | 47° 47′ 08″ nord, 3° 03′ 41″ est               | « PA00113636 »                                 | Classé Inscrit                                 | 1966                                           | Image manquante Téléverser                                  |
| Église Saint-Martin de Champigny                            | Champigny                   |                                                | 48° 19′ 05″ nord, 3° 07′ 44″ est               | « PA00113637 »                                 | Inscrit                                        | 1926                                           | Église Saint-Martin de Champigny                            |
| Pressoir de Champvallon                                     | Champvallon                 | Rue Saint-Vincent                              | 47° 56′ 18″ nord, 3° 20′ 46″ est               | « PA89000032 »                                 | Inscrit                                        | 2002                                           | Image manquante Téléverser                                  |
| Église Saint-Médard de Charbuy                              | Charbuy                     |                                                | 47° 49′ 25″ nord, 3° 28′ 03″ est               | « PA00113639 »                                 | Classé                                         | 1923 1932                                      | Église Saint-Médard de Charbuy                              |
| Église Notre-Dame de Malicorne                              | Charny Orée de Puisaye      |                                                | 47° 49′ 14″ nord, 3° 06′ 07″ est               | « PA89000064 »                                 | Inscrit                                        | 2016                                           | Église Notre-Dame de Malicorne                              |
| Église Saint-Laurent de Charentenay                         | Charentenay                 |                                                | 47° 39′ 01″ nord, 3° 32′ 43″ est               | « PA00135244 »                                 | Inscrit                                        | 1995                                           | Église Saint-Laurent de Charentenay                         |
| Église Saint-Jean-Baptiste de Chassignelles                 | Chassignelles               |                                                | 47° 45′ 32″ nord, 4° 10′ 59″ est               | « PA00113640 »                                 | Classé                                         | 1971                                           | Église Saint-Jean-Baptiste de Chassignelles                 |
| Château de Chastellux                                       | Chastellux-sur-Cure         |                                                | 47° 23′ 32″ nord, 3° 53′ 24″ est               | « PA00113641 »                                 | Inscrit Classé Inscrit                         | 1925 1976 1989                                 | Château de Chastellux                                       |
| Église de Châtel-Censoir                                    | Châtel-Censoir              |                                                | 47° 31′ 54″ nord, 3° 37′ 56″ est               | « PA00113642 »                                 | Classé                                         | 1908                                           | Église de Châtel-Censoir                                    |
| Maison de Vaulabelle                                        | Châtel-Censoir              | Le Village                                     | 47° 31′ 59″ nord, 3° 38′ 02″ est               | « PA00113976 »                                 | Inscrit                                        | 1991                                           | Image manquante Téléverser                                  |
| Prieuré de Vausse                                           | Châtel-Gérard               |                                                | 47° 37′ 56″ nord, 4° 08′ 25″ est               | « PA00113643 »                                 | Inscrit                                        | 1944                                           | Prieuré de Vausse                                           |
| Église de Chaumont                                          | Chaumont                    |                                                | 48° 19′ 27″ nord, 3° 06′ 10″ est               | « PA00113644 »                                 | Inscrit                                        | 1926                                           | Église de Chaumont                                          |
| Église de Chaumot                                           | Chaumot                     |                                                | 48° 04′ 48″ nord, 3° 13′ 05″ est               | « PA00113645 »                                 | Inscrit                                        | 1984                                           | Église de Chaumot                                           |
| Église Saint-Georges de Chemilly-sur-Yonne                  | Chemilly-sur-Yonne          |                                                | 47° 53′ 50″ nord, 3° 33′ 42″ est               | « PA89000020 »                                 | Inscrit                                        | 1999                                           | Image manquante Téléverser                                  |
| Église Notre-Dame-de-l'Assomption                           | Chéroy                      |                                                | 48° 12′ 10″ nord, 3° 00′ 00″ est               | « PA89000065 »                                 | Inscrit                                        | 2016                                           | Église Notre-Dame-de-l'Assomption                           |
| Église de Chevannes                                         | Chevannes                   | 18 Rue des Dames                               | 47° 45′ 03″ nord, 3° 29′ 35″ est               | « PA00113646 »                                 | Classé                                         | 1911                                           | Église de Chevannes                                         |
| Château de Chevillon                                        | Chevillon                   |                                                | 47° 55′ 20″ nord, 3° 10′ 22″ est               | « PA00113647 »                                 | Inscrit                                        | 1985                                           | Image manquante Téléverser                                  |
| Église Saint-Valérien de Chitry                             | Chitry                      |                                                | 47° 45′ 44″ nord, 3° 42′ 08″ est               | « PA00113648 »                                 | Classé                                         | 1905                                           | Église Saint-Valérien de Chitry                             |
| Église de La Chapelle-Vaupelteigne                          | La Chapelle-Vaupelteigne    |                                                | 47° 50′ 42″ nord, 3° 45′ 51″ est               | « PA00113638 »                                 | Inscrit                                        | 1929                                           | Église de La Chapelle-Vaupelteigne                          |
| Château de Cisery                                           | Cisery                      |                                                | 47° 30′ 29″ nord, 4° 03′ 47″ est               | « PA00113649 »                                 | Inscrit                                        | 1976                                           | Château de Cisery                                           |
| Église de Collan                                            | Collan                      |                                                | 47° 50′ 34″ nord, 3° 52′ 33″ est               | « PA00113651 »                                 | Classé                                         | 1913                                           | Église de Collan                                            |
| Église Saint-Léger de Compigny                              | Compigny                    |                                                | 48° 22′ 03″ nord, 3° 16′ 38″ est               | « PA89000022 »                                 | Inscrit                                        | 2001                                           | Église Saint-Léger de Compigny                              |
| Château de Chéry                                            | Coulangeron                 |                                                | 47° 41′ 35″ nord, 3° 28′ 42″ est               | « PA89000005 »                                 | Inscrit                                        | 1997                                           | Image manquante Téléverser                                  |
| Église Saint-Christophe de Coulanges-la-Vineuse             | Coulanges-la-Vineuse        | Place Soufflot                                 | 47° 42′ 04″ nord, 3° 34′ 55″ est               | « PA00113653 »                                 | Classé                                         | 1947                                           | Église Saint-Christophe de Coulanges-la-Vineuse             |
| Maison                                                      | Coulanges-la-Vineuse        | 15 rue des Dames                               | 47° 42′ 03″ nord, 3° 34′ 44″ est               | « PA00113655 »                                 | Inscrit                                        | 1929                                           | Maison                                                      |
| Maison de Jeanne-d'Arc                                      | Coulanges-la-Vineuse        | 9 rue Couplet                                  | 47° 41′ 57″ nord, 3° 34′ 43″ est               | « PA00113654 »                                 | Inscrit                                        | 1929                                           | Maison de Jeanne-d'Arc                                      |
| Maison Renaissance                                          | Coulanges-la-Vineuse        | 35-37 rue Marcel Hugot                         | 47° 42′ 01″ nord, 3° 34′ 48″ est               | « PA00113656 »                                 | Inscrit                                        | 1929                                           | Maison Renaissance                                          |
| Pressoir de Coulanges-la-Vineuse                            | Coulanges-la-Vineuse        | 57 rue André-Vildieu                           | 47° 41′ 58″ nord, 3° 34′ 41″ est               | « PA89000033 »                                 | Inscrit                                        | 2002                                           | Image manquante Téléverser                                  |
| Église Notre-Dame de Coulanges-sur-Yonne                    | Coulanges-sur-Yonne         |                                                | 47° 31′ 37″ nord, 3° 32′ 25″ est               | « PA00113962 »                                 | Inscrit                                        | 1989                                           | Église Notre-Dame de Coulanges-sur-Yonne                    |
| Commanderie de Coulours                                     | Coulours                    |                                                | 48° 10′ 00″ nord, 3° 35′ 10″ est               | « PA89000042 »                                 | Inscrit                                        | 2009                                           | Commanderie de Coulours                                     |
| Abbaye de Vauluisant                                        | Courgenay                   |                                                | 48° 15′ 55″ nord, 3° 32′ 10″ est               | « PA00113657 »                                 | Inscrit Classé Inscrit                         | 1930 1951 1994                                 | Abbaye de Vauluisant                                        |
| Polissoir de Lancy                                          | Courgenay                   |                                                | 48° 18′ 00″ nord, 3° 29′ 56″ est               | « PA00113658 »                                 | Classé                                         | 1922                                           | Polissoir de Lancy                                          |
| Polissoir des Roches                                        | Courgenay                   | Bois-du-Fauconnais                             | 48° 16′ 50″ nord, 3° 34′ 09″ est               | « PA00113659 »                                 | Classé                                         | 1889                                           | Image manquante Téléverser                                  |
| Polissoir du Sauvageon                                      | Courgenay                   |                                                | 48° 17′ 12″ nord, 3° 31′ 04″ est               | « PA00113660 »                                 | Classé                                         | 1922                                           | Polissoir du Sauvageon                                      |
| Église de Courgis                                           | Courgis                     |                                                | 47° 46′ 26″ nord, 3° 45′ 10″ est               | « PA00113661 »                                 | Inscrit                                        | 1929                                           | Image manquante Téléverser                                  |
| Église Saint-Loup de Courlon-sur-Yonne                      | Courlon-sur-Yonne           |                                                | 48° 20′ 21″ nord, 3° 10′ 03″ est               | « PA00113662 »                                 | Classé                                         | 1912                                           | Église Saint-Loup de Courlon-sur-Yonne                      |
| Maison des Goix                                             | Coutarnoux                  | Grande-Rue 9                                   | 47° 35′ 10″ nord, 3° 57′ 57″ est               | « PA89000019 »                                 | Inscrit                                        | 1999                                           | Maison des Goix                                             |
| Église Saint-Étienne de Crain                               | Crain                       | Petite place Saint-Étienne                     | 47° 31′ 44″ nord, 3° 33′ 17″ est               | « PA89000035 »                                 | Inscrit                                        | 2003 2006                                      | Église Saint-Étienne de Crain                               |
| Monument aux morts                                          | Crain                       | Route de Coulanges-la-Vineuse                  | 47° 31′ 49″ nord, 3° 33′ 22″ est               | « PA89000066 »                                 | Inscrit                                        | 2016                                           | Image manquante Téléverser                                  |
| Donjon de Cravant                                           | Cravant                     | 1 rue du Donjon                                | 47° 41′ 02″ nord, 3° 41′ 30″ est               | « PA00113663 »                                 | Classé                                         | 1991                                           | Donjon de Cravant                                           |
| Église Saint-Pierre-Saint-Paul de Cravant                   | Cravant                     |                                                | 47° 40′ 55″ nord, 3° 41′ 22″ est               | « PA00113664 »                                 | Classé                                         | 1906                                           | Église Saint-Pierre-Saint-Paul de Cravant                   |
| Tour de l'Horloge                                           | Cravant                     |                                                | 47° 41′ 04″ nord, 3° 41′ 28″ est               | « PA00113665 »                                 | Inscrit                                        | 1926                                           | Tour de l'Horloge                                           |
| Château de Maulnes                                          | Cruzy-le-Châtel             |                                                | 47° 53′ 25″ nord, 4° 12′ 53″ est               | « PA00113666 »                                 | Classé                                         | 1942                                           | Château de Maulnes                                          |
| Église Saint-Barthélémy de Cruzy-le-Châtel                  | Cruzy-le-Châtel             |                                                | 47° 51′ 20″ nord, 4° 12′ 46″ est               | « PA89000015 »                                 | Inscrit                                        | 1998                                           | Image manquante Téléverser                                  |
| Église Saint-Julien de Cry                                  | Cry                         |                                                | 47° 42′ 24″ nord, 4° 14′ 21″ est               | « PA00113667 »                                 | Classé                                         | 1958                                           | Église Saint-Julien de Cry                                  |
| Église de l'Assomption de Cudot                             | Cudot                       |                                                | 47° 59′ 01″ nord, 3° 10′ 49″ est               | « PA00113668 »                                 | Inscrit                                        | 1976                                           | Église de l'Assomption de Cudot                             |
| Église Notre-Dame de Dannemoine                             | Dannemoine                  |                                                | 47° 53′ 48″ nord, 3° 57′ 26″ est               | « PA00113669 »                                 | Classé                                         | 1943                                           | Église Notre-Dame de Dannemoine                             |
| Abbaye de Diges                                             | Diges                       |                                                | 47° 43′ 45″ nord, 3° 23′ 55″ est               | « PA00113670 »                                 | Inscrit                                        | 1931                                           | Abbaye de Diges                                             |
| Église Saint-Martin de Diges                                | Diges                       |                                                | 47° 43′ 45″ nord, 3° 23′ 55″ est               | « PA00113671 »                                 | Inscrit                                        | 1931                                           | Église Saint-Martin de Diges                                |
| Ocrerie de Sauilly                                          | Diges                       |                                                | 47° 43′ 31″ nord, 3° 21′ 14″ est               | « PA89000018 »                                 | Inscrit                                        | 1999                                           | Ocrerie de Sauilly                                          |
| Église de Dixmont                                           | Dixmont                     |                                                | 48° 04′ 54″ nord, 3° 24′ 50″ est               | « PA00113672 »                                 | Classé                                         | 1967                                           | Église de Dixmont                                           |
| Prieuré de l'Enfourchure                                    | Dixmont                     |                                                | 48° 04′ 27″ nord, 3° 26′ 15″ est               | « PA00113673 »                                 | Inscrit                                        | 1926                                           | Prieuré de l'Enfourchure                                    |
| Château de Domecy-sur-Cure                                  | Domecy-sur-Cure             |                                                | 47° 24′ 40″ nord, 3° 47′ 52″ est               | « PA00113674 »                                 | Inscrit                                        | 1986                                           | Château de Domecy-sur-Cure                                  |
| Croix de Domecy-sur-le-Vault                                | Domecy-sur-le-Vault         |                                                | 47° 29′ 25″ nord, 3° 48′ 35″ est               | « PA89000043 »                                 | Inscrit                                        | 2009                                           | Image manquante Téléverser                                  |
| Château de Dracy                                            | Dracy                       |                                                | 47° 45′ 20″ nord, 3° 15′ 07″ est               | « PA00113675 »                                 | Inscrit                                        | 1979 1997                                      | Château de Dracy                                            |
| Château de Druyes-les-Belles-Fontaines                      | Druyes-les-Belles-Fontaines |                                                | 47° 32′ 55″ nord, 3° 25′ 21″ est               | « PA00113676 »                                 | Classé                                         | 1924                                           | Château de Druyes-les-Belles-Fontaines                      |
| Église de Druyes-les-Belles-Fontaines                       | Druyes-les-Belles-Fontaines |                                                | 47° 32′ 50″ nord, 3° 25′ 13″ est               | « PA00113677 »                                 | Classé                                         | 1888                                           | Église de Druyes-les-Belles-Fontaines                       |
| Lavoir de Druyes-les-Belles-Fontaines                       | Druyes-les-Belles-Fontaines |                                                | 47° 32′ 53″ nord, 3° 25′ 17″ est               | « PA89000006 »                                 | Inscrit                                        | 1997                                           | Lavoir de Druyes-les-Belles-Fontaines                       |
| Porte de ville de Druyes-les-Belles-Fontaines               | Druyes-les-Belles-Fontaines |                                                | 47° 33′ 02″ nord, 3° 25′ 30″ est               | « PA00113678 »                                 | Classé                                         | 1888                                           | Porte de ville de Druyes-les-Belles-Fontaines               |
| Maison                                                      | Égleny                      | 6 place du Marché                              | 47° 48′ 32″ nord, 3° 21′ 54″ est               | « PA89000017 »                                 | Inscrit                                        | 1999                                           | Image manquante Téléverser                                  |
| Menhir des Rivaux                                           | Égriselles-le-Bocage        | Les Rivaux                                     | 48° 06′ 02″ nord, 3° 12′ 01″ est               | « PA00113679 »                                 | Classé                                         | 1894                                           | Menhir des Rivaux                                           |
| Église Saint-Étienne d'Épineuil                             | Épineuil                    |                                                | 47° 52′ 27″ nord, 3° 58′ 53″ est               | « PA00113680 »                                 | Inscrit                                        | 1965                                           | Église Saint-Étienne d'Épineuil                             |
| Château d'Avigneau                                          | Escamps                     |                                                | 47° 42′ 49″ nord, 3° 29′ 08″ est               | « PA00113681 »                                 | Inscrit                                        | 1988                                           | Château d'Avigneau                                          |
| Église d'Escamps                                            | Escamps                     |                                                | 47° 43′ 47″ nord, 3° 28′ 19″ est               | « PA00113682 »                                 | Inscrit                                        | 1926                                           | Image manquante Téléverser                                  |
| Château de Belombre                                         | Escolives-Sainte-Camille    |                                                | 47° 43′ 38″ nord, 3° 36′ 24″ est               | « PA00113652 »                                 | Inscrit                                        | 1977 1993                                      | Image manquante Téléverser                                  |
| Château du Saulce                                           | Escolives-Sainte-Camille    |                                                | 47° 43′ 23″ nord, 3° 37′ 09″ est               | « PA89000041 »                                 | Inscrit                                        | 2008                                           | Image manquante Téléverser                                  |
| Église Saint-Pierre d'Escolives-Sainte-Camille              | Escolives-Sainte-Camille    |                                                | 47° 43′ 14″ nord, 3° 36′ 19″ est               | « PA00113683 »                                 | Classé                                         | 1920                                           | Église Saint-Pierre d'Escolives-Sainte-Camille              |
| Site gallo-romain et mérovingien d'Escolives-Sainte-Camille | Escolives-Sainte-Camille    |                                                | 47° 43′ 19″ nord, 3° 36′ 18″ est               | « PA00113983 »                                 | Inscrit                                        | 1992                                           | Site gallo-romain et mérovingien d'Escolives-Sainte-Camille |
| Château d'Esnon                                             | Esnon                       |                                                | 47° 59′ 17″ nord, 3° 34′ 40″ est               | « PA00113684 »                                 | Inscrit                                        | 1980                                           | Château d'Esnon                                             |
| Château de Vassy                                            | Étaule                      |                                                | 47° 32′ 08″ nord, 3° 54′ 40″ est               | « PA89000007 »                                 | Inscrit                                        | 1997                                           | Image manquante Téléverser                                  |
| Château de Vassy-le-Bois                                    | Étaule                      |                                                | 47° 32′ 17″ nord, 3° 55′ 03″ est               | « PA00135714 »                                 | Inscrit                                        | 1995                                           | Image manquante Téléverser                                  |
| Cimenterie Gariel de Vassy                                  | Etaule                      | 4-8 rue de la Cimentelle                       | 47° 32′ 14″ nord, 3° 55′ 11″ est               | « PA89000071 »                                 | Inscrit                                        | 2020                                           | Image manquante Téléverser                                  |
| Eglise du hameau de Vassy                                   | Etaule                      | 16 rue Romaine                                 | 47° 32′ 12″ nord, 3° 54′ 55″ est               | « PA89000072 »                                 | Inscrit                                        | 2020                                           | Image manquante Téléverser                                  |
| Ferme du Colombier                                          | Étigny                      |                                                | 48° 08′ 30″ nord, 3° 17′ 36″ est               | « PA00113685 »                                 | Inscrit                                        | 1929                                           | Ferme du Colombier                                          |
| Église Saint-Germain de La Ferté-Loupière                   | La Ferté-Loupière           |                                                | 47° 53′ 44″ nord, 3° 14′ 11″ est               | « PA00113686 »                                 | Classé                                         | 1911                                           | Église Saint-Germain de La Ferté-Loupière                   |
| Église de Fleys                                             | Fleys                       |                                                | 47° 48′ 54″ nord, 3° 51′ 45″ est               | « PA00113687 »                                 | Classé                                         | 1912                                           | Église de Fleys                                             |
| Site archéologique des Fontaines Salées                     | Foissy-lès-Vézelay          |                                                | 47° 26′ 57″ nord, 3° 46′ 39″ est               | « PA00113688 »                                 | Classé                                         | 1936 1942                                      | Site archéologique des Fontaines Salées                     |
| Église Saint-Germain de Fontenay-près-Vézelay               | Fontenay-près-Vézelay       |                                                | 47° 24′ 51″ nord, 3° 44′ 16″ est               | « PA00113689 »                                 | Inscrit                                        | 1988                                           | Église Saint-Germain de Fontenay-près-Vézelay               |
| Église de Fontenay-sous-Fouronnes                           | Fontenay-sous-Fouronnes     |                                                | 47° 36′ 53″ nord, 3° 35′ 45″ est               | « PA00113690 »                                 | Classé Inscrit                                 | 1977                                           | Image manquante Téléverser                                  |
| Église Saint-Marien de Fontenoy                             | Fontenoy                    |                                                | 47° 38′ 57″ nord, 3° 18′ 28″ est               | « PA00113975 »                                 | Classé                                         | 1993                                           | Église Saint-Marien de Fontenoy                             |
| Église de Germigny                                          | Germigny                    |                                                | 47° 59′ 42″ nord, 3° 46′ 49″ est               | « PA00113691 »                                 | Classé                                         | 1929                                           | Église de Germigny                                          |
| Église de Gigny                                             | Gigny                       |                                                | 47° 49′ 00″ nord, 4° 17′ 36″ est               | « PA00113692 »                                 | Classé                                         | 1913                                           | Image manquante Téléverser                                  |
| Cimetière de Gisy-les-Nobles                                | Gisy-les-Nobles             |                                                | 48° 17′ 04″ nord, 3° 14′ 49″ est               | « PA00113693 »                                 | Classé                                         | 1924                                           | Cimetière de Gisy-les-Nobles                                |
| Château de Grandchamp                                       | Grandchamp                  |                                                | 47° 48′ 24″ nord, 3° 09′ 25″ est               | « PA00113694 »                                 | Classé                                         | 1949                                           | Château de Grandchamp                                       |
| Prieuré de Cours                                            | Grimault                    |                                                | 47° 40′ 43″ nord, 4° 00′ 05″ est               | « PA00132547 »                                 | Inscrit                                        | 1994                                           | Image manquante Téléverser                                  |
| Église Saint-Phal de Gy-l'Évêque                            | Gy-l'Évêque                 |                                                | 47° 43′ 21″ nord, 3° 32′ 53″ est               | « PA00113695 »                                 | Classé                                         | 1925 1929                                      | Église Saint-Phal de Gy-l'Évêque                            |
| Église Saint-Sébastien-et-Saint-Louis d'Héry                | Héry                        |                                                | 47° 54′ 15″ nord, 3° 37′ 38″ est               | « PA00113973 »                                 | Inscrit                                        | 1991                                           | Église Saint-Sébastien-et-Saint-Louis d'Héry                |
| Église Saint-Germain d'Irancy                               | Irancy                      |                                                | 47° 42′ 51″ nord, 3° 40′ 00″ est               | « PA00113696 »                                 | Classé                                         | 1969                                           | Image manquante Téléverser                                  |
| Chapelle du Saulce                                          | Island                      | La Vigne                                       | 47° 27′ 54″ nord, 3° 49′ 26″ est               | « PA00113697 »                                 | Classé                                         | 1960                                           | Image manquante Téléverser                                  |
| Église Saint-Martin de L'Isle-sur-Serein                    | L'Isle-sur-Serein           |                                                | 47° 35′ 12″ nord, 4° 00′ 17″ est               | « PA00113970 »                                 | Inscrit                                        | 1991                                           | Église Saint-Martin de L'Isle-sur-Serein                    |
| Tumulus de Tormancy                                         | L'Isle-sur-Serein           |                                                | 47° 38′ 09″ nord, 3° 58′ 18″ est               | « PA00113698 »                                 | Classé                                         | 1931                                           | Tumulus de Tormancy                                         |
| Croix en pierre de Jaulges                                  | Jaulges                     |                                                | 47° 57′ 45″ nord, 3° 47′ 16″ est               | « PA00113699 »                                 | Inscrit                                        | 1925                                           | Croix en pierre de Jaulges                                  |
| Manoir de la Tuilerie                                       | Jaulges                     |                                                | 47° 56′ 57″ nord, 3° 47′ 23″ est               | « PA00113700 »                                 | Inscrit                                        | 1988                                           | Image manquante Téléverser                                  |
|                                                             | Joigny                      | Voir liste des monuments historiques de Joigny | Voir liste des monuments historiques de Joigny | Voir liste des monuments historiques de Joigny | Voir liste des monuments historiques de Joigny | Voir liste des monuments historiques de Joigny | Voir liste des monuments historiques de Joigny              |
| Château de Jouancy                                          | Jouancy                     |                                                | 47° 40′ 59″ nord, 4° 01′ 56″ est               | « PA00113719 »                                 | Classé                                         | 1967                                           | Château de Jouancy                                          |
| Église Notre-Dame de Joux-la-Ville                          | Joux-la-Ville               |                                                | 47° 37′ 20″ nord, 3° 51′ 48″ est               | « PA00113720 »                                 | Classé                                         | 1908                                           | Église Notre-Dame de Joux-la-Ville                          |
| Église Notre-Dame de Jussy                                  | Jussy                       |                                                | 47° 43′ 18″ nord, 3° 35′ 00″ est               | « PA00113721 »                                 | Inscrit                                        | 2012                                           | Église Notre-Dame de Jussy                                  |
| Grange cistercienne de Touchebœuf                           | Lailly                      |                                                | 48° 15′ 23″ nord, 3° 31′ 52″ est               | « PA00132756 »                                 | Inscrit                                        | 1994                                           | Grange cistercienne de Touchebœuf                           |
| Polissoirs de la Pierre à l'eau                             | Lailly                      |                                                | 48° 16′ 51″ nord, 3° 30′ 13″ est               | « PA00113722 »                                 | Classé                                         | 1922                                           | Polissoirs de la Pierre à l'eau                             |
| Église Saint-Martin de Lainsecq                             | Lainsecq                    |                                                | 47° 33′ 21″ nord, 3° 16′ 26″ est               | « PA00113723 »                                 | Inscrit                                        | 1934                                           | Église Saint-Martin de Lainsecq                             |
| Château de Lalande                                          | Lalande                     |                                                | 47° 40′ 43″ nord, 3° 19′ 22″ est               | « PA89000021 »                                 | Inscrit                                        | 2000                                           | Château de Lalande                                          |
| Église Saint-Jacques-et-Saint-Marcel de Lalande             | Lalande                     |                                                | 47° 40′ 55″ nord, 3° 19′ 13″ est               | « PA89000039 »                                 | Inscrit                                        | 2006                                           | Église Saint-Jacques-et-Saint-Marcel de Lalande             |
| Église Saint-Cydroine de Laroche-Saint-Cydroine             | Laroche-Saint-Cydroine      |                                                | 47° 58′ 02″ nord, 3° 27′ 59″ est               | « PA00113724 »                                 | Classé                                         | 1905                                           | Église Saint-Cydroine de Laroche-Saint-Cydroine             |
| Croix-calvaire de Lasson                                    | Lasson                      |                                                | 48° 03′ 30″ nord, 3° 49′ 04″ est               | « PA00113725 »                                 | Classé                                         | 1938                                           | Croix-calvaire de Lasson                                    |
| Église Saint-Jean-Baptiste de Lasson                        | Lasson                      |                                                | 48° 03′ 34″ nord, 3° 48′ 57″ est               | « PA00113726 »                                 | Classé                                         | 1912                                           | Église Saint-Jean-Baptiste de Lasson                        |
| Église de Lavau                                             | Lavau                       |                                                | 47° 35′ 45″ nord, 2° 59′ 14″ est               | « PA00113727 »                                 | Inscrit                                        | 1926                                           | Église de Lavau                                             |
| Croix de Lézinnes                                           | Lézinnes                    |                                                | 47° 48′ 10″ nord, 4° 05′ 08″ est               | « PA00113728 »                                 | Inscrit                                        | 1930                                           | Image manquante Téléverser                                  |
| Château de Faulin                                           | Lichères-sur-Yonne          |                                                | 47° 31′ 04″ nord, 3° 35′ 47″ est               | « PA00113730 »                                 | Classé                                         | 1993                                           | Château de Faulin                                           |
| Église de Lichères-sur-Yonne                                | Lichères-sur-Yonne          |                                                | 47° 30′ 20″ nord, 3° 35′ 29″ est               | « PA00113729 »                                 | Inscrit                                        | 1926                                           | Église de Lichères-sur-Yonne                                |
| Église de Ligny-le-Châtel                                   | Ligny-le-Châtel             |                                                | 47° 53′ 56″ nord, 3° 45′ 25″ est               | « PA00113731 »                                 | Classé                                         | 1911                                           | Église de Ligny-le-Châtel                                   |
| Église Sainte-Geneviève de Lindry                           | Lindry                      | Place de la Liberté                            | 47° 48′ 01″ nord, 3° 25′ 06″ est               | « PA89000028 »                                 | Inscrit                                        | 2001                                           | Église Sainte-Geneviève de Lindry                           |
| Château de Looze                                            | Looze                       |                                                | 47° 59′ 41″ nord, 3° 26′ 14″ est               | « PA00113732 »                                 | Inscrit                                        | 1963 2014                                      | Image manquante Téléverser                                  |
| Église Notre-Dame de Lucy-sur-Yonne                         | Lucy-sur-Yonne              |                                                | 47° 31′ 28″ nord, 3° 34′ 55″ est               | « PA00113733 »                                 | Classé                                         | 1912                                           | Église Notre-Dame de Lucy-sur-Yonne                         |
| Chapelle du Bourg-d'En-Bas                                  | Mailly-le-Château           | rue du pont                                    | 47° 35′ 37″ nord, 3° 38′ 08″ est               | « PA00113734 »                                 | Classé                                         | 1914                                           | Chapelle du Bourg-d'En-Bas                                  |
| Cimetière de Mailly-le-Château                              | Mailly-le-Château           |                                                | 47° 35′ 47″ nord, 3° 38′ 29″ est               | « PA00113735 »                                 | Inscrit                                        | 1939                                           | Cimetière de Mailly-le-Château                              |
| Donjon de Mailly-le-Château                                 | Mailly-le-Château           |                                                | 47° 35′ 41″ nord, 3° 38′ 09″ est               | « PA00113978 »                                 | Inscrit                                        | 1992                                           | Donjon de Mailly-le-Château                                 |
| Église Saint-Adrien de Mailly-le-Château                    | Mailly-le-Château           |                                                | 47° 35′ 47″ nord, 3° 38′ 16″ est               | « PA00113736 »                                 | Classé                                         | 1862                                           | Église Saint-Adrien de Mailly-le-Château                    |
| Maison des Ports                                            | Mailly-le-Château           |                                                | 47° 35′ 29″ nord, 3° 38′ 43″ est               | « PA89000023 »                                 | Inscrit                                        | 2001                                           | Image manquante Téléverser                                  |
| Monument aux morts                                          | Mailly-le-Château           |                                                | 47° 35′ 48″ nord, 3° 38′ 22″ est               | « PA89000067 »                                 | Classé                                         | 2020                                           | Monument aux morts                                          |
| Château de Maligny                                          | Maligny                     |                                                | 47° 52′ 12″ nord, 3° 45′ 42″ est               | « PA00113737 »                                 | Inscrit                                        | 1971                                           | Image manquante Téléverser                                  |
| Église Saint-Jean-l'Évangéliste de Civry-sur-Serein         | Massangis                   |                                                | 47° 37′ 27″ nord, 3° 58′ 30″ est               | « PA00113650 »                                 | Classé                                         | 1908                                           | Église Saint-Jean-l'Évangéliste de Civry-sur-Serein         |
| Église Saint-Aventin                                        | Mélisey                     |                                                | 47° 54′ 59″ nord, 4° 04′ 43″ est               | « PA00113738 »                                 | Classé                                         | 1967                                           | Église Saint-Aventin                                        |
| Église Saint-Menge de Merry-Sec                             | Merry-Sec                   |                                                | 47° 39′ 24″ nord, 3° 29′ 07″ est               | « PA89000008 »                                 | Inscrit                                        | 1997                                           | Église Saint-Menge de Merry-Sec                             |
| Église Saint-Denis de Merry-sur-Yonne                       | Merry-sur-Yonne             |                                                | 47° 33′ 48″ nord, 3° 38′ 31″ est               | « PA00113964 »                                 | Inscrit                                        | 1989                                           | Église Saint-Denis de Merry-sur-Yonne                       |
| Château du Fort                                             | Mézilles                    | Le Fort                                        | 47° 42′ 03″ nord, 3° 11′ 39″ est               | « PA89000001 »                                 | Inscrit                                        | 1996                                           | Image manquante Téléverser                                  |
| Église de Mézilles                                          | Mézilles                    |                                                | 47° 42′ 04″ nord, 3° 10′ 20″ est               | « PA00113739 »                                 | Inscrit                                        | 1976                                           | Église de Mézilles                                          |
| Maison de bois                                              | Mézilles                    |                                                | 47° 42′ 05″ nord, 3° 10′ 22″ est               | « PA00113816 »                                 | Inscrit                                        | 1927                                           | Maison de bois                                              |
| Abbaye de la Cour-Notre-Dame                                | Michery                     |                                                | 48° 17′ 42″ nord, 3° 13′ 26″ est               | « PA00113740 »                                 | Classé                                         | 1963                                           | Abbaye de la Cour-Notre-Dame                                |
| Église Saint-Laurent de Michery                             | Michery                     |                                                | 48° 18′ 35″ nord, 3° 14′ 02″ est               | « PA00113741 »                                 | Classé                                         | 1907                                           | Église Saint-Laurent de Michery                             |
| Église Saint-Romain de Migé                                 | Migé                        |                                                | 47° 40′ 30″ nord, 3° 32′ 34″ est               | « PA00113965 »                                 | Classé                                         | 1991                                           | Église Saint-Romain de Migé                                 |
| Moulin à vent Dautin                                        | Migé                        |                                                | 47° 40′ 35″ nord, 3° 31′ 22″ est               | « PA89000009 »                                 | Inscrit                                        | 1997                                           | Moulin à vent Dautin                                        |
| Église Saint-Pancrace de Migennes                           | Migennes                    |                                                | 47° 57′ 54″ nord, 3° 30′ 47″ est               | « PA00113742 »                                 | Inscrit                                        | 1992                                           | Église Saint-Pancrace de Migennes                           |
| Église Notre-Dame de Molesmes                               | Molesmes                    |                                                | 47° 36′ 56″ nord, 3° 28′ 00″ est               | « PA00113743 »                                 | Classé Inscrit                                 | 1977                                           | Église Notre-Dame de Molesmes                               |
| Église Saint-Pierre-ès-Liens de Molinons                    | Molinons                    |                                                | 48° 14′ 07″ nord, 3° 32′ 10″ est               | « PA00113744 »                                 | Inscrit                                        | 1926                                           | Église Saint-Pierre-ès-Liens de Molinons                    |
| Église Saint-Marcel de Molosmes                             | Molosmes                    |                                                | 47° 53′ 15″ nord, 4° 02′ 37″ est               | « PA00113745 »                                 | Classé                                         | 1965                                           | Église Saint-Marcel de Molosmes                             |
| Pont Eiffel                                                 | Monéteau                    | RD 158                                         | 47° 50′ 59″ nord, 3° 34′ 38″ est               | « PA89000048 »                                 | Inscrit                                        | 2012                                           | Pont Eiffel                                                 |
| Pont de pierre                                              | Monéteau                    |                                                | 47° 50′ 27″ nord, 3° 33′ 04″ est               | « PA00113746 »                                 | Classé                                         | 1947                                           | Pont de pierre                                              |
| Menhir de Montacher-Villegardin                             | Montacher-Villegardin       | La Pierre-Pointe                               | 48° 08′ 53″ nord, 3° 02′ 42″ est               | « PA00113747 »                                 | Inscrit                                        | 1952                                           | Menhir de Montacher-Villegardin                             |
| Collégiale de Montréal                                      | Montréal                    |                                                | 47° 32′ 46″ nord, 4° 02′ 13″ est               | « PA00113748 »                                 | Classé                                         | 1846                                           | Collégiale de Montréal                                      |
| Enceinte de Montréal                                        | Montréal                    |                                                | 47° 32′ 33″ nord, 4° 02′ 11″ est               | « PA00113749 »                                 | Classé                                         | 1923                                           | Enceinte de Montréal                                        |
| Pont sur le Serein                                          | Montréal                    |                                                | 47° 32′ 40″ nord, 4° 02′ 51″ est               | « PA00113750 »                                 | Inscrit                                        | 1983                                           | Pont sur le Serein                                          |
| Calvaire de Moulins-en-Tonnerrois                           | Moulins-en-Tonnerrois       |                                                | 47° 43′ 56″ nord, 4° 02′ 00″ est               | « PA00113751 »                                 | Classé                                         | 1912                                           | Calvaire de Moulins-en-Tonnerrois                           |
| Église Saint-Pierre-et-Saint-Paul de Moutiers-en-Puisaye    | Moutiers-en-Puisaye         |                                                | 47° 36′ 36″ nord, 3° 10′ 33″ est               | « PA00113752 »                                 | Classé                                         | 1862                                           | Église Saint-Pierre-et-Saint-Paul de Moutiers-en-Puisaye    |
| Four à poterie de La Bâtisse                                | Moutiers-en-Puisaye         |                                                | 47° 36′ 57″ nord, 3° 10′ 45″ est               | « PA00113753 »                                 | Inscrit                                        | 1985                                           | Image manquante Téléverser                                  |